# 徐爱俐
徐爱俐（1942年—），女，江苏苏州人，中华人民共和国政治人物，曾任中共广西壮族自治区党委常委、组织部部长，广西壮族自治区人大常委会副主任，第八届全国人大代表。